# Тёрнер, Этель
Этель Мэри Тёрнер, урождённая Бёрвелл (англ. Ethel Mary Turner; 24 января 1870, Донкастер — 8 апреля 1958, Сидней) — австралийская детская писательница английского происхождения.

## Биография и творчество
Этель Бёрвелл родилась в 1870 году в Донкастере (Англия). Её родителями были Беннет Джордж Бёрвелл, коммивояжёр, и его жена Сара Джейн. Отец Этель умер, когда она была совсем маленькой, и мать вышла замуж повторно — за Генри Тёрнера, вдовца с шестью детьми. Его фамилию впоследствии носили Этель и её старшая сестра Лиллиан.
В 1878 году Генри Тёрнер умер, и Сара Тёрнер эмигрировала с дочерьми в Австралию, в Сидней. Там её третьим мужем стал Чарльз Коуп. Этель и Лиллиан учились в Сиднейской школе для девочек, а в 1889 году совместно начали издавать журнал «Parthenon», который выходил тиражом 1500 экземпляров в месяц на протяжении трёх лет. Этель вела в нём детскую рубрику и писала романы с продолжением для взрослых. Впоследствии, когда журнал прекратил своё существование, Этель вела рубрики для детей в ряде других периодических изданий.
В 1894 году была издана первая книга Этель Тёрнер — «Семеро маленьких австралийцев» (Seven Little Australians). Первое издание было мгновенно распродано, и впоследствии именно эта книга Тёрнер пользовалась наибольшей популярностью. Она не только стала классикой австралийской детской литературы, но и неоднократно переводилась на другие языки. Русская версия повести, в переработке Н. Шишкова, была издана в 1904 году под названием «Юные австралийцы». В 1939 году по книге был снят фильм; дважды (в 1953 и в 1973 году) создавались её телеэкранизации, а в 1978 году на её основе был создан мюзикл.
В 1896 году Этель Тёрнер вышла замуж за барристера Герберта Керльюиса. В 1898 году у них родился сын, в 1901 — дочь. Этель продолжала писать, а после того как у неё появился свой сад, опубликовала повесть о садоводах — «The Ungardeners» (1925). Однако в первую очередь она оставалась автором детских книг и была вынуждена соответствовать канонам жанра: её издатели не одобряли эксперименты. В общей сложности она написала около 30 повестей и сборников рассказов, в основном ориентированных на девочек.
В годы Первой мировой войны Тёрнер участвовала в организации курсов первой помощи. Она также написала военную трилогию:
«The Cub» (1915), «Captain Cub» (1917) и «Brigid and the Cub» (1919). Последний её роман, «Judy and Punch», вышел в 1928 году. В 1930 году от туберкулёза умерла её дочь Этель Джин София, также наделённая литературным талантом. В 1956 году не стало её сестры Лиллиан, также писавшей книги и опубликовавшей около двадцати любовных романов. Сама Этель Тёрнер умерла 8 апреля 1858 года. Посмертно были опубликованы дневники, которые она вела с раннего юношества.